# Annely Akkermann

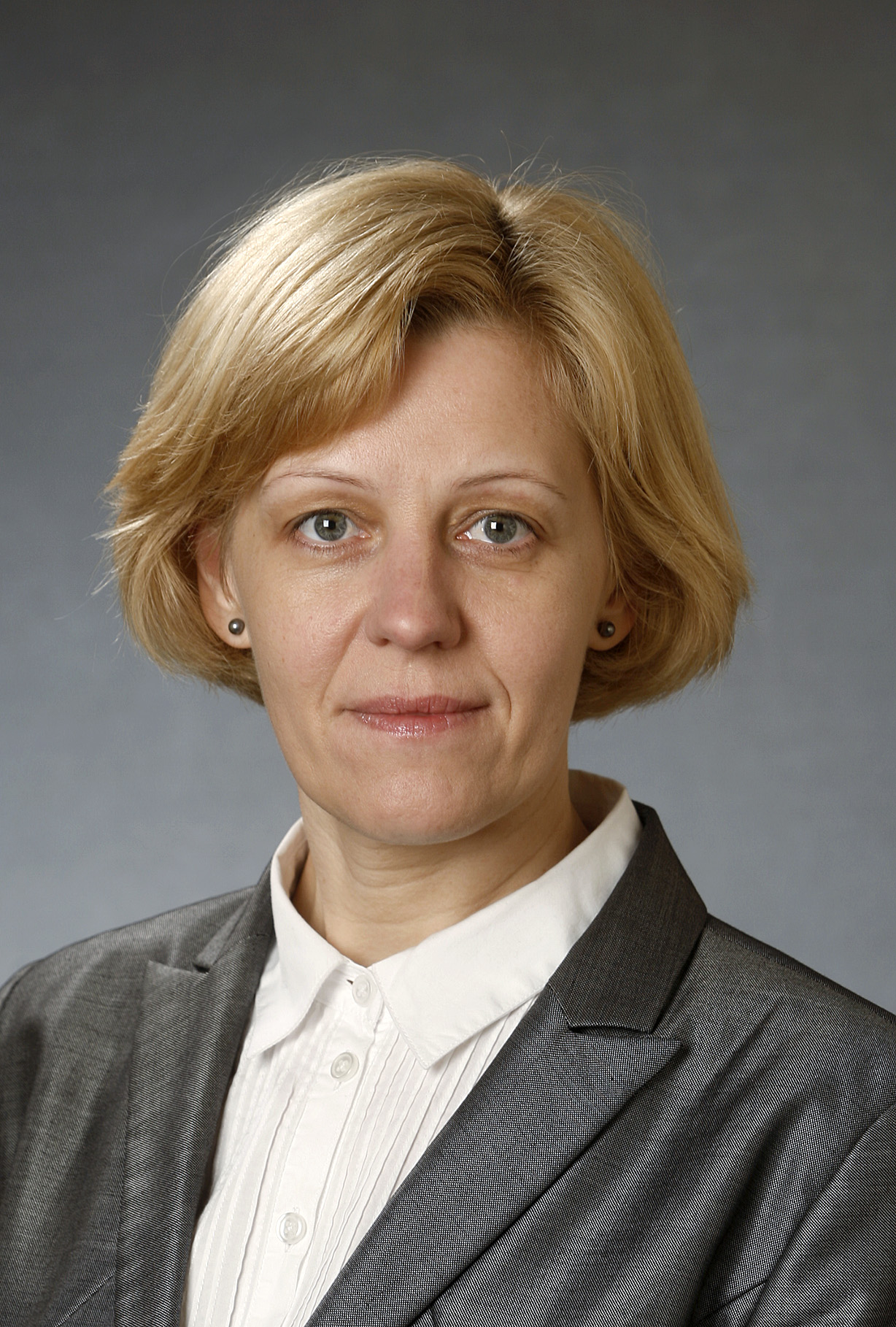
Annely Akkermann (2011)

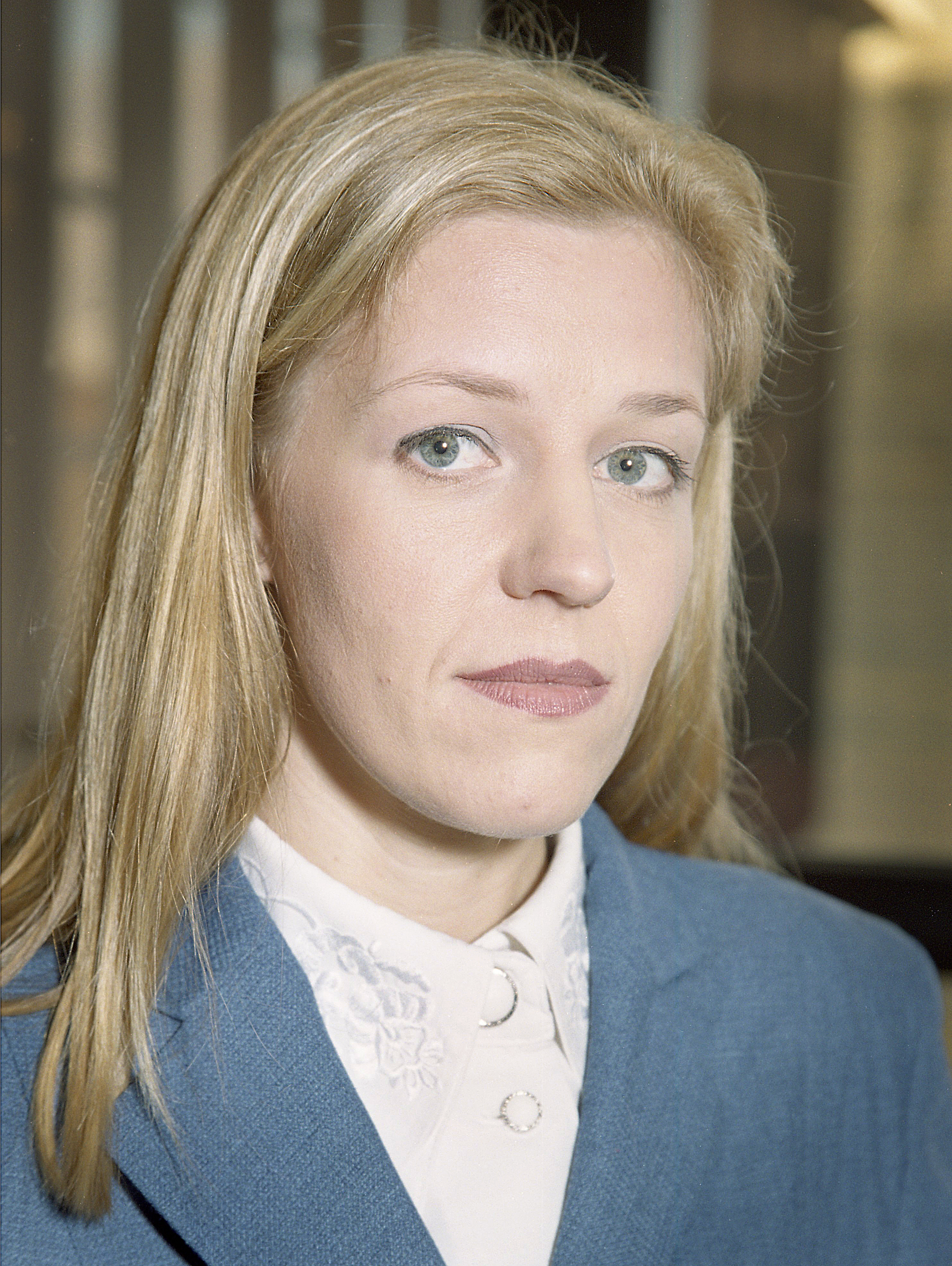
Annely Akkermann (1999)

Annely Akkermann (* 5. Oktober 1972 in Linaküla auf der Insel Kihnu im Westen Estlands) ist eine estnische Politikerin. Von Oktober 2022 bis April 2023 war sie Finanzministerin der Republik Estland.

## Leben
In Pärnu absolvierte sie 1990 ihr Abitur. 2009 machte sie an der Universität Tartu ihren Bachelor-Abschluss in Wirtschaftswissenschaften.
Von 1990 bis 1991 arbeitete sie bei der Kommerzbank in Pärnu. Danach war sie als Mitglied in verschiedenen Aufsichtsräten und Vorständen tätig: 1991–2006 Vorstand der Kihnurand AG, 1992–2009 Vorstand des „Avatud Kihnu-Instituts“, 1996–2009 Aufsichtsrat der Port Artur AG, 2002–2005 Vorstand der Kihnu Veeteed AG, 1997–2009 Aufsichtsrat der Triple Invest AG, 2002–2009 Aufsichtsrat der Port Artur Grupp GmbH, seit 2003 Aufsichtsrat des Kihnu Cultural Space Instituts, 2003–2009 Aufsichtsrat Port Artur Haldus GmbH, 2006–2009 Aufsichtsrat Kihnurand AG, seit 2007 Aufsichtsrat des Pärnu Touristen Instituts, 2008–2009 Vorstand der gemeinnützigen Organisation „Liivi Lahe Kalanduskogu“.

### Politik
Ihr politisches Engagement begann 2002 mit dem Beitritt zu der konservativen Partei Isamaa ja Res Publica Liit (IRL). Von 2005 bis 2009 war sie Bürgermeisterin der Gemeinde Kihnu. Später war sie von 2009 bis 2011 stellvertretende Bürgermeisterin von Pärnu. Seit 2011 war sie gewähltes Mitglied des Riigikogu (estnisches Parlament) und Mitglied im Umweltausschuss sowie im Sonderausschuss für die Kontrolle des Staatshaushaltes. Zudem war sie die Vorsitzende der IRL-Naiskogu (IREN), der Frauenvereinigung der IRL. Im Jahr 2018 verließ sie die IRL und trat zur Estnischen Reformpartei (Eesti Reformierakond) über. 
Bei der Parlamentswahl in Estland 2019 konnte sie für ihre neue Partei ein Mandat im Riigikogu erringen, nachdem sie 2015 bei der Wiederwahl für die IRL gescheitert war. Am 19. Oktober 2022 übernahm Akkermann das Amt der Finanzministerin in der Koalitionsregierung ihrer Parteifreundin Kaja Kallas. Sie trat die Nachfolge der zurückgetretenen Keit Pentus-Rosimannus an. Im Rahmen der Parlamentswahl 2023 konnte sie zwar ihr Abgeordnetenmandat verteidigen, wurde danach aber nicht mehr als Ministerin berücksichtigt.

### Privates
Annely Akkermann spricht Estnisch und Englisch. Sie ist geschieden und hat drei Kinder (ein Sohn und zwei Töchter).